# St Michael Church
St Michael Church – wieś w Anglii, w Somerset, w dystrykcie (unitary authority) Somerset, w civil parish North Petherton. W 1931 roku civil parish liczyła 24 mieszkańców. St. Michael Church jest wspomniana w Domesday Book (1086) jako Michaeliscerce/Michelescerca.